# Kaliumhydrogenphthalat
Kaliumhydrogenphthalat (auch Kaliumsäurephthalat genannt) ist ein Salz der o-Phthalsäure. Der farblose, kristalline Feststoff ist löslich in Wasser.

## Eigenschaften
In Wasser dissoziiert Kaliumhydrogenphthalat vollständig unter Bildung eines Kalium-Kations (K+) und eines Hydrogenphthalat-Anions (HP−). Als schwache Säure reagiert Hydrogenphthalat in geringem Umfang reversibel mit Wasser zu Oxonium (H3O+) und einem zweifach negativ geladenen Phthalat-Ion (P2−).
{\displaystyle \mathrm {H{\mathit {P}}^{-}+\ H_{2}O\ \rightleftharpoons \ {\mathit {P}}^{2-}+\ H_{3}O^{+}} }

## Verwendung
Kaliumhydrogenphthalat (KHP) wird als Standard-Referenzmaterial für die pH-Messung (pH-Wert 4,01) und als Puffersubstanz (in Kombination mit Salzsäure oder Natriumhydroxid) verwendet. Desgleichen wird es als Konzentrationsstandard für Messungen von Summenparametern der organischen Belastung von Wässern wie dem organisch gebundenen Kohlenstoff (TOC) oder dem chemischen Sauerstoffbedarf (CSB) verwendet. Hierbei wird dessen Verwendung immer wieder diskutiert, da KHP mit den derzeitigen TOC- und CSB-Methoden vergleichsweise leicht oxidiert werden kann. Somit gibt ein KHP-Standard ggf. nur unzureichend Aufschluss darüber, ob die organische Belastung realer Proben, die auch schwerer oxidierbare organische Substanzen enthalten können, mit den zu prüfenden Methoden realistisch abgebildet wird. Als mögliche Alternative gilt hier z. B. die oxidativ schwerer zugängliche 2,4-Pyridindicarbonsäure.